# Ben-hur Luttembarck Batalha
Ben-Hur Luttembarck Batalha (Caratinga, 26 de julho de 1943 — São Paulo, 2 de maio de 2000) foi um engenheiro, sanitarista e ambientalista brasileiro.
Foi secretário do Meio Ambiente do Brasil no governo José Sarney, de 1988 a 1989.
Filho de Noêmia Luttembarck Batalha e Francisco Batalha.

## Publicações
- Batalha, Ben-hur Luttembarck (Org). Curso de Controle da Poluição na Mineração: Alguns Aspectos. Brasília : Departamento Nacional de Produção Mineral, 1986.
- Batalha, Ben-hur Luttembarck. Glossário de engenharia ambiental. 3ª ed. Rio de Janeiro : Ministério das Minas e Energia, 1987.
- Batalha, Ben-hur Luttembarck. Fossa séptica. São Paulo : Cetesb, 1989.
- Batalha, Ben-hur Luttenbarck. Água, saúde e desinfecção. São Paulo: CETESB, 1994.
- Batalha, Ben-hur Luttembarck e Hanan, Samuel Assayag. Amazônia: Contradições no Paraíso Ecológico. Manaus : Cultura, 1995.
- Batalha, Ben-hur Luttembarck. Controle da qualidade da água para consumo humano: bases conceituais e operacionais. São Paulo : CETESB, 1998.